# Karlo Stipanić
Karlo Stipanić (* 8. Dezember 1941 in Crikvenica) ist ein ehemaliger jugoslawischer Wasserballspieler. Er gewann bei Olympischen Spielen je eine Gold- und Silbermedaille und bei Europameisterschaften zwei Bronzemedaillen.

## Karriere
Der 1,83 m große Karlo Stipanić spielte für Mladost Zagreb und wurde mit diesem Verein mehrfach jugoslawischer Meister. Am Ende seiner Karriere wechselte er nach Lugano.
Bei den Olympischen Spielen 1964 in Tokio wirkte Stipanić in vier Spielen mit, Stammtorhüter war Milan Muškatirović, der in sechs Spielen eingesetzt wurde. Die jugoslawische Mannschaft gewann sechs ihrer sieben Spiele, das Spiel gegen die Ungarn endete 4:4. Die Ungarn gewannen die Goldmedaille wegen der besseren Tordifferenz vor den Jugoslawen. Zwei Jahre später siegte bei der Europameisterschaft 1966 in Utrecht die sowjetische Mannschaft vor der Mannschaft aus der DDR, die Jugoslawen erhielten die Bronzemedaille. 1967 gewannen die Jugoslawen den Titel bei den Mittelmeerspielen 1967 in Tunis vor Italien und Spanien.
1968 bei den Olympischen Spielen in Mexiko-Stadt war Stipanić Stammtorhüter vor Zdravko Hebel. Die Jugoslawen belegten in ihrer Vorrundengruppe den zweiten Platz hinter den Italienern. Nach einem 8:6-Halbfinalsieg über die Ungarn siegten die Jugoslawen im Finale mit 13:11 gegen die Mannschaft aus der Sowjetunion. 1970 bei der Europameisterschaft in Barcelona siegte die Mannschaft aus der Sowjetunion vor den Ungarn und den Jugoslawen. Die beiden jugoslawischen Torhüter waren Karlo Stipanić und Miloš Marković. Auch bei den Olympischen Spielen 1972 in München waren Stipanić und Marković als Torhüter dabei. Die Jugoslawen erreichten als Zweite ihrer Vorrundengruppe die Finalrunde und belegten dort den fünften Platz.